# Битка при Смоленск (1943)
Втората битка при Смоленск е съветска стратегическа настъпателна операция проведена от Червената армия между 7 август и 2 октомври 1943 г. Настъплението продължава два месеца и е ръководено от генерал Андрей Ерьоменко командващ Калининския фронт и Василий Соколовски командващ Западния фронт. Целта на операцията е освобождаване на Смоленска и Брянска област.
Въпреки впечатляващата германска отбрана Червената армия успява да извърши няколко пробива и освобождава няколко големи града, включително Смоленск и Рославъл. В резултат на тази операция започва планиране на освобождението на Беларус. Цялостният напредък на операцията е ограничен и забавен от силната германска съпротива, в резултат на което операцията е извършена на три етапа: 7 – 20 август, 21 август – 6 септември и 7 септември – 2 октомври.
Насрочена е почти по същото време с офанзивата към долното течение на Днепър проведено между 13 август и 22 септември.

## Обстановка, предхождаща операцията
В края на битката при Курск през юли 1943 г. Германия губи стратегическата инициатива на Източния фронт.
От съветска страна Йосиф Сталин е решен да продължи освобождението на окупираните територии от германски контрол. Успешно настъпление към долното течение на Днепър може доведе до освобождение на Украйна и изтласкване на южната част на фронта на запад. За да се отслаби германската отбрана е планирана Смоленската операция, която ще ангажира германските резерви на север и ще отслаби отбраната на юг. И двете операции са част от единен стратегически настъпателен план, целящ да освободи колкото се може повече съветска територия.

## Съставни операции
Битката при Смоленск включва следните по-малки операции:
- Спас-Деменска операция (7 – 20 август 1943 г.)
- Духовщинско-Демидовска операция (1-ви етап) (13 – 18 август 1943 г.)
- Йелненско-Дорогобужка операция (28 август – 6 септември 1943 г.)
- Духовщинско-Демидовска операция (2-ри етап) (14 септември – 2 октомври 1943 г.)
- Смоленско-Рославълска операция (15 септември – 2 октомври 1943 г.)
- Брянска операция (17 август – 3 октомври 1943 г.)

## Последствия
Битката при Смоленск е съветска победа. Германските войски са изтласкани около 200 – 250 km, отбранителните им линии са почти напълно преодолени и е премахната стратегическата заплаха за Москва, която е най-големият източник на притеснение на Ставката от 1941 г.
Смоленската операция изиграва важна роля за успеха на настъплението към долното течение на Днепър, като ангажира между 40 и 55 дивизии край Смоленск и предотвратява прехвърлянето им към южния фронт. Единният германски фронт е пресечен от огромните и непроходими припятски блата, отрязвайки група армии „Юг“. По този начин значително се намалява способността на Вермахта да прехвърля войски и продоволствия от един сектор на фронта към друг.
Съветските войски навлязат на територии, които са окупирани дълго време от германските войски, и откриват военни престъпления извършени от СС айнзацгрупи. В районите освободени по време на битката при Смоленск, почти цялата промишленост и селско стопанство са унищожени. В самата Смоленска област са унищожени почти 80% от градското и 50% от жилищните площи в селските райони, както и множество фабрики и заводи.
След Смоленската офанзива централната част на съветско-германския фронт се стабилизира до края на юни 1944 г., докато големите боеве се изместват на юг по Днепърската линия и територията на Украйна.